# Halo: Combat Evolved Anniversary
Halo Combat Evolved Anniversary, también conocido como Halo CEA, es un videojuego de disparos en primera persona desarrollado por 343 Industries junto con Sabre Interactive. Es una edición remasterizada del primer videojuego de la saga: Halo: Combat Evolved o Halo CE. Fue anunciado junto a Halo 4 en la Electronic Entertainment Expo 2011. Salió a la venta el día 15 de noviembre del 2011, en el décimo aniversario de la publicación de videojuego original de la franquicia lanzado por Bungie. El sonido y la música fueron remasterizados por Skywalker Sound. Es el primer Halo compatible con televisores 3D, al tiempo de poder usarse con el dispositivo Kinect.

## Sistema de juego
Halo 1 Combat Evolved Anniversary tendrá el mismo modo de juego de la serie de Halo, un videojuego de disparos en primera persona. El juego no contendrá las habilidades de armadura que se vieron en Halo Reach (al menos en la campaña) pero si tendrá cosas de este juego como los modelos de los Warthog, y sus gráficos. Los gráficos podrán ser cambiados con solo picar un botón (BACK, <) que te llevará a la primera versión de Halo: Combat Evolved (2001) o a Halo: Anniversary (2011) en un par de segundos (esto va también para el menú principal del juego). Tendrá varias modalidades nuevas en multijugador como modo cooperativo a través de Xbox Live, además de una remasterización total de la campaña. El director de 343 Industries, Frank O'Connor, reveló que dentro del juego habrá cosas ocultas, entre ellas nuevos cráneos ocultos (algunos antiguos de los viejos juegos), y las terminales que relatarán la historia de 343 Guilty Spark, la llegada de los humanos al anillo, entre otras cosas; además se revelarán secretos de la siguiente entrega Halo 4. En estas terminales no se tendrá que leer porque el contenido será en audio video. Se reveló que la versión final tendrá el modo de juego de Tiroteo.

### Multijugador
El único modo multijugador de este juego es la campaña en cooperativo. Cuenta con mapas de la versión original del juego pero rediseñados para Halo Reach. Son siete en total, en homenaje a la desarrolladora del Halo original, Bungie. Halo: Combat Evolved no cuenta con un modo multijugador en línea propio, sino que usa el de Halo: Reach. Por esto, los jugadores conservan sus rangos y otras características.
Contiene siete de los mapas multijugador más pedidos por la gente, y de los que fueron más jugados durante el periodo de fama de Halo 1 Combat Evolved o Halo 1 y Halo 2. Son 5 de Halo 1 Combat Evolved de multijugador y 1 de Halo 2, sumando la misión de Tiroteo basada en el segundo nivel del Halo original. El pack de mapas puede ser jugado directamente desde el CD de Halo CEA, o bien, ser descargado y jugado en Halo Reach junto con el resto de mapas y partidas del mismo. El pack incluye los mapas rediseñados y modificados con sus respectivos nuevos nombres, más los mismos (a excepción de la misión de tiroteo) en versión "aniversario", programados con las armas y atributos originales.

### Campaña cooperativa
La campaña cooperativa será una opción de juego de Xbox Live en la cual se podrá invitar a otros jugadores a unirse en la lucha contra el Covenant, o bien, jugar en una pantalla dividida como en videojuegos anteriores.

## Lanzamiento
En la Exposición de Videojuegos, PAX, Hubo una Exposición de Halo llamada Halo Fest, en donde revelaron más información de este juego y Halo 4, durante los días 26 al 28 de agosto. Quienes asistieron al evento pudieron ver maquetas mercancía o productos e información dada por algunos trabajadores 343 Industries sobre de las novelas, la página Halo Waypoint, los próximos juegos (Halo 1 Combat Evolved Anniversary y Halo 4) y jugar tanto la campaña como el modo multijugador.
En esta entrega sólo hay 2 ediciones: Normal que incluye el juego y el instructivo. Preventa o membresía (solo en algunas tiendas como Blockbuster, Gameplanet o Gamers) la cual contiene el juego, el instructivo, el traje de MJOLNIR MARK V para tu avatar y un cráneo extra(Funeral Grunt). El cráneo provoca que cuando los Grunts mueran exploten al morir como granadas de plasma por su tanque de metano.

## Recepción
Halo: Combat Evolved Anniversary recibió críticas generalmente positivas. Con el lanzamiento de primeras versiones beta de Halo: Combat Evolved muchos críticos elogiaron el rendimiento del juego en comparación con la versión clásica. The Inquirer elogió a los gráficos y el uso de 3D diciendo: "Halo: Combat Evolved Anniversary es una necesidad para los fans de Halo, y si nunca has jugado al original, entonces este es una gran manera de jugar a un título clásico como lo fue y remasterizado".
Halo CEA o Halo CE Anniversary fue lanzado mundialmente el 15 de noviembre de 2011, y fue universalmente aclamado por la crítica y la comunidad del juego. En la actualidad tiene una calificación de 82 sobre 100 en Metacritic.